# 胸骨舌骨筋
胸骨舌骨筋（きょうこつぜっこつきん、sternohyoid muscle）は頚部の筋肉のうち、舌骨の体部下縁から頚正中部を上下に走る筋肉である。舌骨を下方に引く作用を持つ。
胸骨舌骨筋の起始は胸骨柄、胸鎖関節、第一肋軟骨後面から起こり、舌骨の体部下縁に停止する。